# هيلموت هاسه
هيلموت هاسه (بالألمانية: Helmut Hasse)‏ هو عالم رياضيات ألماني، عمل في نظرية الأعداد الجبرية.